# ザ・ワイド
『ザ・ワイド』（英称:THE WIDE）は、日本テレビ系列で、1993年4月5日から2007年9月28日（3655回）（後述）まで放送されたワイドショー番組。2003年度までは日本テレビと読売テレビの共同制作番組であったが、2004年度以降は読売テレビ・日本テレビの共同制作番組。生放送。ハイビジョン制作（地上デジタル放送のみ）。
番組開始当初からロゴやテロップなどでのタイトルの表記は「THE ワイド」、スタジオのセットの中の司会者席の後方にあるタイトルの表記は「THE WIDE」、番組表のタイトル表記は「ザ・ワイド」となっている。

## 概要
放送時間は月曜 - 金曜の13:55 - 15:50（JST）で、港区東新橋（汐留）にある日本テレビ社屋「日テレタワー」のS4スタジオから放送していた。また、前座番組『午後は○○おもいッきりテレビ』終了後の13:53.45から15秒間の生放送予告（ジャンクション）を行っていた。
また、1996年8月から2000年9月まではCS★日テレでも放送され、地上波での非ネット地域でも視聴可能だった（CS★日テレでは芸能ニュースなど一部コーナーを権利の問題などでフィラーに差し替えられていた）。
番組開始当初は、それまで14時台が読売テレビ制作（『2時のワイドショー』→『Beアップル2時!』。以下ytv）、15時台が日本テレビ制作（『午後は○○おもいッきりテレビ・うわさのうわさ』『酒井広のうわさのスタジオ』『キャッチ』『ごくらく生テレビ』など。以下日テレ）のワイドショーを編成しており、それを統合する形となったためワイドショーではあまり前例のない東京の日テレと大阪のytvのスタジオを1時間ごとに前半と後半に分けてリレーでつなぐ形態（オープニングから14時台前半・日テレ→14時台後半・ytv→15時台前半・日テレ→15時台後半・ytv→エンディング・両局のスタジオ内のリレー）を取っていた。直前の『おもいッきりテレビ』終了後に流れるクロスプログラムの際にもリレー形態時は東京からの内容の次に大阪からの内容を伝え、放送形態を番組のウリにもしていた。
大阪発のコーナーは『Beアップル2時』から引き続き円広志が司会を務めた（金曜日を除く）。14時台は田中康夫司会の金曜版『Beアップル2時』のカラーを引き継いだ「ニュース関西焼き」「なんでやねん」のような時事ネタの討論形式が中心だったが、15時台は前番組の『2時のワイドショー』の人気企画が徐々に復活しつつあった末期の月 - 木曜版『Beアップル2時』の内容を引き継ぐもので、ミヤコ蝶々、神田川俊郎など、『2時のワイドショー』でおなじみのメンバーが続々登場した。田中が続投しなかった金曜日の放送は、『2時のワイドショー』の末期の司会者だった羽川英樹が再び登板した。
しかし、1995年に入ると1月17日の阪神・淡路大震災、さらに同年3月20日のオウム真理教による地下鉄サリン事件など重大ニュースが急増した事で日テレのスタジオからの放送に重きが置かれてしまい、ytvのスタジオからの放送時間枠はそのまま自然消滅。以後、終了まで全編が日テレのスタジオ（麹町→汐留）からの放送となった。そのため読売テレビが制作・放送するワイドショー枠は本番組終了と共に『情報ライブ ミヤネ屋』が全国ネット化されるまで事実上消滅するが、本番組に関しては東京からの放送でありながら、最後まで日テレ・ytv両局の共同制作という形を取り続けた。ただし、2004年度以降は制作主導が日テレからytvに移行していた。また、関西関連のニュースや芸能情報を取り上げる場合、リポーターが取材先に居る都合で時折ytvのスタジオが使われる場合があった。
芸能情報中心だった午前の『ルックルックこんにちは』や1992年3月27日まで放送されていた午後のワイドショー『キャッチ』とは違い、事件はもとより政治問題や社会問題までも積極的に取り上げ、現在のニュース性に比重を置いたワイドショーへと導いた番組でもある。特に1995年頃から2005年9月までに見られた各局の午後のワイドショー戦争において、当該時間帯1位の視聴率を保持していた。
関東広域圏内からの中継に限り、ほとんどがIP回線によるIP中継方式を取っていた（重大時を除く）。これはワイドショー番組ということから画質性よりも情報の多様性が問われるためである。地方局が中継する際にハイビジョン中継車で行っている場合はハイビジョンで中継することもあるが、画質は高精細のままである。ただし、晩年期はハイビジョン中継でも4:3の標準画質にカットされる場合もあった。
年末の放送は通常12月28日の仕事納めの頃で終了していた。また、年始は通常1月4日に12:00からの4時間に拡大した新春スペシャルを放送していたが、2007年の同日は『おもいッきりテレビ』が通常放送された（但し、録画放送だった）ため通常の13:55からの放送となった。その後、5日と8日は全国高等学校サッカー選手権大会の中継で休止していた（それ以前の年も1月前半に同大会の中継により休止となった日があった）。

## 番組の終焉とその後
本番組は『おもいッきりテレビ』とともに2007年9月28日を以って終了。番組開始から14年半、全3655回の放送だった。当該時間帯の視聴率1位こそ守っていたが、読売テレビが本番組の制作から完全撤退することを日本テレビ側に伝えたため、日本テレビ単独で制作費を賄うことが困難になることが最大の理由だという。
番組終了後の2007年10月1日から、読売テレビはそれまで本番組の直後の時間帯に関西ローカルで放送していた自社単独制作の『情報ライブ ミヤネ屋』を、それまで本番組が放送されていた時間帯に枠移動させた。同時に、日本テレビとテレビ信州以外で本番組をネットしていた全ての系列局で『ミヤネ屋』の番販ネットを開始。その後、2008年1月にはテレビ信州で、同年3月末には日本テレビでもそれぞれネット開始となった。日本テレビでのネット開始により、『ミヤネ屋』は番組の一部時間帯がネットワークセールス枠に変更された。なお、本番組終了時に一部の番組スタッフが『ミヤネ屋』の制作にも引き続き関わっているが、『ミヤネ屋』では共同制作の形はとらず、全国ネット化後も読売テレビの単独制作を維持しており、日本テレビは「制作協力」という形で番組制作に関わっている。

## 番組での出来事
- 番組開始当初は、統一教会を巡る霊感商法など一連の社会問題で、新体操選手として活躍していた山﨑浩子がテッシー（一般人）と呼ばれた統一協会信者との合同結婚式参加でのXデー報道が各局で連日報道される中、かつて自身も信者であり脱会した初代女性司会者の飯星との独占インタビューを放送した。揺れ動いていた山崎は飯星の説得によりその後統一協会を脱会し、テッシーとの婚約破棄に至った。
- 番組開始からしばらくの間はエンディングで視聴者プレゼントのコーナーがあった。中でも、放送開始2回目から1年少し程度の期間は終了間際に前日の視聴率を報告すると共に当日の視聴率を当てるクイズを放送（「おばあちゃんのひなたぼっこ」）し、それが終了すると次は番組中の内容から出題されるクイズ（「クイズ撮って出し」）に切り替えていた。
- 1994年に発生したオウム真理教による松本サリン事件では、第一発見者が無実である事に早い段階で気付き、アメリカから生物化学兵器の権威で軍事兵器の専門家、カイル・オルソンを呼んで立証した。さらにオルソンはこの事件を「これはテロリストによるテストなのです。テロリストによる本番は東京で必ず起こります。警戒を怠らないで下さい。」とテレビを通じて注意喚起した。加えて別の放送の際には、スタジオに出演したオウム真理教幹部信者とオルソンの討論の中で、教団がサリンを生成していた事が露見する場面があり（幹部信者がオルソンの立場や知識を「大した人物ではない」と侮っていた為であろうと草野は語っている。）警戒されたであろう当時の教団から「草野仁は嘘の放送に加担している代表者なので、きっとサリンの害が及ぶ」などといった脅迫や手紙を受けていた時期があった事を2009年の「草野☆キッド」最終回で語った。また、カイル・オルソンの注意喚起に関しては、地下鉄サリン事件の発生という最悪の形で的中してしまい、草野は「報道に身を置く者として、あれほど戦慄を覚えた事はなかったです。もっと出来る事があったのではないかと・・」とも語っている。
- 1996年10月に右下に表示される3行の固定テロップ（所謂「サイドスーパー」）がそれまでの手書きから写植へ変更された。なお、この頃はその他のワイドショー番組でも手書きから写植文字の一般的なテロップに順次移行している過度期の頃でもあった。この最初の変更以後も、書体の変更や機材・システムの変更（テロップカードを撮影し放送する形から、コンピューターで作成され電子的に表示される）が行われていた。
- 1997年4月、オープニングテーマが最初に変更。
- 1999年には、野村沙知代と浅香光代の確執に端を発したいわゆるサッチー騒動で、番組では野村の数々の横暴ぶりを徹底取材し、スタンスもサッチー（野村）批判に徹していた。そしてサッチー騒動が最も過熱していた時期には冒頭から1時間以上もの時間を割いて連日この件を取り上げていた。また、野村自身へのリポーターの突撃取材に対して、野村は凄まじい勢いで激怒し、リポーターに罵声を浴びせた。
- その年の4月にはオープニングテーマも変更された。
- 2002年に女性デュオのあみん（岡村孝子・加藤晴子）が、加藤がコーラスで参加した岡村のニューアルバムのプロモーションのために番組に出演し、彼女たちの大ヒット曲である『待つわ』をワンコーラス披露した。なお、これが縁かどうかは不明だが、後に岡村の『真実の泉』がエンディングテーマに起用されている。
- 2004年3月1日より、日本テレビの本社機能が麹町から汐留へ完全移転したのに伴い、汐留現社屋・日本テレビタワーのスタジオから放送を開始した。
- 2004年4月1日より、日本テレビが主導権を持っていた共同制作体制を、読売テレビが主導となるものへ移行したため、エンドロールのクレジットタイトルで読売テレビが上位にクレジットされるようになった（但し、従来通り番組の制作拠点や全国への送り出しは日本テレビであった）。
- 2005年1月に放送開始から11年9か月にして初めてタイトルロゴを変更すると共に、オープニングテーマも変更された。
- 2006年3月21日は第1回ワールド・ベースボール・クラシック決勝戦「日本×キューバ」中継の放送時間を延長したため、15:15からの放送となり、全編に亘って同試合の模様を伝えた（この日の放送時間は15:15 - 16:30の75分間）。番組中には大会MVPに選ばれた松坂大輔（当時西武ライオンズ〈現：埼玉西武ライオンズ〉）への生インタビュー（聞き手は高校時代に松坂と夏の甲子園準々決勝で投げ合った当時日本テレビアナウンサーの上重聡）も挿入された。因みに、この日の視聴率が前番組の「WBC」に引き続き視聴していた視聴者がほぼ多く、関東地区で28.7%、関西地区で29.9%と、東西共に番組最高視聴率をマークした。
- 2006年7月17日（海の日）には、放送時間の大半を秋田児童連続殺害事件の被疑者による実娘の殺害嫌疑の報道に費やし、番組の最後に同被疑者が秋田児童連続殺害事件について起訴され、被告人となった事を報じた。また、同じ海の日である翌2007年7月16日には新潟県中越沖地震の最新情報を中心に放送した。
- 2006年9月12日には『15:30から間もなく、6日前の同月6日に秋篠宮文仁親王と秋篠宮妃紀子の間に生まれた親王の命名の儀が行われる』と報じたが、待っても待っても宮内庁から命名発表が届かず、出演者が本気で焦り始めるが、ついに発表なきまま本編が終了。だが、その数秒後にNHK総合が特設ニュースの中で「名は悠仁（ひさひと）、皇族の方々が自分の名前の代わりに身の回りの品々につける文字や図案であるお印（しるし）はコウヤマキ」と速報で報じた。その頃、日本テレビではCMの真っ最中という最悪のタイミングであったが、CM明けのエンドクレジット部分で無理矢理テロップ文字で親王の名とお印をねじ込んだ。
- 2006年11月23日には、不倫交際報道が報じられた杉田かおるが事実誤認を理由にスタジオに乱入するという事件が発生した。杉田はたまたま別番組の収録のために日本テレビの楽屋で番組を見ており、「草野をぶん殴る」と息巻いていたと報道された。しかし、スタジオに乱入した杉田は一連の報道を「違う！」と強く否定しコメントをしたものの、草野への実力行使は行わず退席した。これは杉田が草野の予想外に鍛えられた体躯を確認した為、恐れをなした為であった事も報道された。
- 2007年5月7日頃から1週間程、地上デジタル放送では4:3での映像放送時に左右サイドバー部分にリポーターの駒井千佳子がコラムを執筆している日テレの携帯サイト（日テレ★エンタ）の宣伝テロップが常時表示された。
- 2007年5月30日には、藤原紀香&陣内智則結婚披露宴直前スペシャルとして、披露宴会場近くの神戸メリケンパークオリエンタルホテルに特設スタジオを設置して全編生中継した（草野もこの披露宴に出席した関係から）。技術は読売テレビの本社技術スタッフが担当した。なお、披露宴の模様は19時から単発特別番組扱いで放送した。
- 2007年9月12日は番組開始の約1時間前に安倍晋三首相辞任表明のニュースが飛び込んだため、急遽全編に亘ってこのニュースを伝え、14時から行われた安倍首相の辞任表明会見の模様も生中継で伝えた。なお、当初は午前中に秋田地方裁判所で行われた「秋田連続児童殺害事件初公判」のニュースを中心に放送する予定だった。
- 2007年9月28日、最終回を迎え14年半の番組の歴史の振り返りなどの特別企画を放送。エンディングでは草野・森やコーナーキャスター、コメンテーター、リポーターたちが一堂に集まり、草野が視聴者に向けて挨拶を行った後、スタジオ内のスタッフから盛大な拍手が起こる中出演者が手を振るなどして番組は終了、14年半の歴史に幕を下ろした。なお、歴代の女性司会者だった初代の飯星と2代目の勝は登場しなかった。

## 謝罪
- 2001年4月3日、「森喜朗総理大臣（当時）が辞任しないのは、任期を延ばすことで退職金を多くもらうためだ」という週刊誌記事を番組で紹介し、記事を書いた税理士にインタビューを入れた映像を放送した。この時、「総理大臣の退職金は1年以上務めないと支給されないから、総理就任1周年にあたる4月5日まで辞めないのではないか」と報じたが、実際は退職金は在職6か月以上でも支給されるので、退職金算定の仕組みについても誤認があった。番組は自民党内部などから強い抗議を受け、翌日の放送で謝罪した。
- 2004年12月に奈良県内で発生した少女誘拐事件の犯人に対して、市川森一が「犯人に言いたいのは今度やったら絶対捕まるぞ、と。捕まりたくなかったら絶対にやるな」という発言をし、1時間程してから謝罪が入った。草野が「先程誤解を与えるような表現がありまして…」と言い、市川は「もちろん犯人が捕まって欲しいのは当たり前ですが、もう2度と罪を犯して欲しくないと思い、あんな表現をしてしまいました」と釈明した。この件で視聴者からは市川の行動を称える声もあった反面、元々犯罪被害者やその遺族を逆撫でする発言も多々あったので「市川の売名行為」という批判もあった。

## 出演者

### 総合司会・ニュースコーナー・コーナー担当
| 期間      | 期間       | 総合司会 | 総合司会 | ニュース | コーナー担当 | コーナー担当 | コーナー担当 | コーナー担当 | コーナー担当 |
| 期間      | 期間       | 男性     | 女性     | ニュース | 月曜         | 火曜         | 水曜         | 木曜         | 金曜         |
| --------- | ---------- | -------- | -------- | -------- | ------------ | ------------ | ------------ | ------------ | ------------ |
| 1993.4.5  | 1995.3.31  | 草野仁   | 飯星景子 | 久能靖   | （不在）     | （不在）     | （不在）     | （不在）     | （不在）     |
| 1995.4.3  | 1997.3.28  | 草野仁   | 飯星景子 | 久能靖   | 後藤俊哉     | 後藤俊哉     | 後藤俊哉     | 後藤俊哉     | 後藤俊哉     |
| 1997.3.31 | 1998.10.2  | 草野仁   | 勝恵子   | 久能靖   | 今井伊佐男   | 今井伊佐男   | 今井伊佐男   | 今井伊佐男   | 今井伊佐男   |
| 1998.10.5 | 1999.3.31  | 草野仁   | 勝恵子   | 久能靖   | 藤井恒久     | 古市幸子     | 河本香織     | 山王丸和恵   | 延友陽子     |
| 1999.4.1  | 2003.12.26 | 草野仁   | 森富美   | 久能靖   | 藤井恒久     | 古市幸子     | 河本香織     | 山王丸和恵   | 延友陽子     |
| 2004.1.5  | 2004.5.28  | 草野仁   | 森富美   | 久能靖   | 藤井恒久     | 藤井恒久     | 延友陽子     | 右松健太     | 延友陽子     |
| 2004.5.31 | 2004.12.24 | 草野仁   | 森富美   | 真山勇一 | 藤井恒久     | 藤井恒久     | 延友陽子     | 右松健太     | 延友陽子     |
| 2005.1.4  | 2006.3.31  | 草野仁   | 森富美   | 真山勇一 | （不在）     | （不在）     | （不在）     | （不在）     | （不在）     |
| 2006.4.3  | 2007.9.28  | 草野仁   | 森富美   | 金子茂   | 藤井恒久     | 藤井恒久     | 菅谷大介     | 菅谷大介     | 菅谷大介     |

備考
- 「ニュース」は「NEWS撮って出し」を表す。同コーナーキャスターは全員、前時間帯の番組『午後は○○おもいッきりテレビ』のニュースコーナー「情報特急便」を兼務。また、金子のみ『NNNニュースダッシュ』も兼務。
- 草野はフリー（元NHK）アナウンサー。
- 森とコーナー担当者全員は出演当時日本テレビアナウンサー。
- 久能は元日本テレビアナウンサー、報道記者。
- 真山は当時、日本テレビ報道記者。
- 金子は日本テレビ報道記者、元アナウンサー。
- コーナー担当者が担当したコーナーの名称は以下の通り。
  - 1996年頃 - 1998年頃：「噂の特ダネファイル」
  - 1999年頃 - 2003年12月：「特ダネファイル」（全員、担当曜日不明）
  - 2004年1月 - 2004年12月：「もぎたてデリ」
  - 2006年4月 - 2007年9月：「ワイドニュース特捜部」→「ワイドニューストクソウ部」

### リポーター
- 石川敏男
- 長田新
- 駒井千佳子
- 嵯峨聖子
- 柴田ひろ子
- 杉本純子
- 鈴木奈津子
- 中山正敏
- 野沢祐一
- 間宮久美子
- 高清水有子
- 宮川ヒロミ（元毎日放送アナウンサー）
- 村本秀岳
- 用瀬朋美
- 渡辺千秋（元テレビ新潟アナウンサー）
- 斉藤リカ（オフィスケイアール代表）
  - 石川、駒井、中山、間宮は、後継番組「情報ライブ ミヤネ屋」にも出演。

### コメンテーター
（曜日）は出演日
- 芦田多恵（不明）
- 有田芳生（月曜〜金曜）オウム事件以後、番組終了まで司会の真横に座るメインコメンテーター
- 石川敏男（同上）
- 市川森一（木曜）
- 牛尾奈緒美（元フジテレビアナウンサー、明治大学情報コミュニケーション学部准教授）（不明）
- 加藤タキ（月曜〜水曜・金曜のうちいずれか）
- 香坂みゆき（火曜・木曜）
- 斉藤慶子（不明）
- 湯川れい子（月曜）
- やくみつる（水曜）
- 南美希子（水曜・木曜）
- 織作峰子（火曜・木曜・金曜のうちいずれか）
- 鳥井守幸（火曜）
- デーブ・スペクター（月曜・水曜・金曜のいずれか）
- ヨーコ・ゼッターランド（木曜）※場合により火曜に出演する事もある
- 岩田公雄（読売テレビ解説委員）（不定期）
- 佐藤喜宣（杏林大学医学部法医学教室教授）（月曜）
- タカアンドトシ（隔週金曜）
  - 岩田・やく・デーブの3人は、後継番組「情報ライブ ミヤネ屋」にも出演。

### ナレーション
- 坂口哲夫
- 田中和実
- 幸野善之
- 野沢雅子
- 槇大輔
- 大森章督
- 峰剛一
- 中友子
- 難波圭一（2004年3月降板）
- 菅谷勇（同上）
- 福士秀樹

### 読売テレビ制作ゾーン

#### 司会
- 円広志（月曜 - 木曜、『Beアップル2時!』から続投）
- 永井由起子（同上）
- 羽川英樹（元読売テレビアナウンサー、金曜）
- 植村なおみ（当時読売テレビアナウンサー、金曜）

#### コメンテーター
- ミヤコ蝶々
- 京唄子
- ハイヒールモモコ
- 神田川俊郎

など

## コーナー
NEWS撮ッて出し（1993年4月 - 2007年9月）
番組開始から終了まで一貫して継続した唯一のコーナーで、ニュースコーナー。「撮って出し」とは本来テレビの報道・情報番組のリポートにおいて、編集をする時間がないような速報ものの素材を撮った状態そのまま（無編集）で放送すること。つまり、「撮って出し」には“速報”や“撮りたてほやほや”という意味も入っている。
当番組開始前まで13:55 - 14:00に『NNNニューススポット』が放送されていたが、その後継ぎともいえる。
私は見た! 人生の交差点
かつて「ザ!情報ツウ」で放送していた「プロは見た!感動!劇場」を継続した企画。
わが人生に歌あり
芸能人が思い出の曲について語る。
噂の特ダネファイル（1996年 - 1999年）
夕刊紙から気になる新聞記事を伝えていた。
特ダネファイル（2000年 - 2003年12月）
「噂の特ダネファイル」のリニューアル。コーナー開始初期は新聞記事で伝えていたが、後にVTRで伝える方式へ変更された。
もぎたてデリ（2004年1月 - 12月）
「特ダネファイル」をリニューアル。キャスターはコーナー専用のスーツを着用していた。
ニュース人物ワイド（2005年1月 - 2006年3月）
- 「今日は誕生日わたしはだ〜れ?」 - 放送日当日が誕生日の有名人を紹介していた。
- 「金曜ランキング」（2005年頃〜番組末期頃、ナレーション：野沢雅子） - 「好きな芸能人ベスト10」など、10位→1位のランキングを紹介していた。

ワイドニュース特捜部（2006年4月 - 2006年9月）
ワイドニューストクソウ部（2006年10月 - 2007年9月）
エンディング
- 大抵の場合は番組からのお知らせか「日本テレビからのお知らせ」として同局の番組宣伝を行うことが多かった[注 7]。その後は軽めのフリートークを行った後、森が「それではまた明日（来週）お目にかかります」と締めの挨拶をしてしばらくスタジオの引きの映像が映った後お天気カメラの映像が流れ本編は終了。その後CMを挟んでお天気カメラの映像をバックにエンドクレジットを表示し終了していた。

## タイムテーブル
- 13:55 ニュース・芸能情報（2本）
- 14:45 特集
- 15:13 ワイドニューストクソウ部
- 15:30 金子キャスターのNEWS撮って出し
- 15:45 エンディング

※13:53.45に15秒間の生放送予告（ジャンクション）（一部地域を除く）

### 歴代エンディングテーマ
- 1993年4月〜 - ほんとうに愛ができること／中村雅俊
- 1995年 - Winter Kiss／Dual Dream
- 1996年 - ずっと許してる／マルシア
- 1996年 - どうして君を傷つけたのだろう／中西保志
- 1998年 - Until the Dawn／浜田麻里
- 2000年 - 明日への扉／草野仁
- 2000年 - 愛の中で／障子久美
- 2001年1月〜3月 - For you〜ふたつの願い〜／山口由子
- 2001年10月〜12月 - さよならしてあげる／上田まり
- 2002年1月〜3月 - あなたに会いたい／MIO
- 2002年4月〜6月 - Alice／我那覇美奈
- 2002年7月〜9月 - 雨上がり／ふれあい
- 2002年10月〜12月 - 空白（Al「空白」より）／松本哲也
- 2003年1月〜3月 - ペンギンたちの夢／The Kaleidoscope
- 2003年4月〜6月 - CLOSE／楠木あや
- 2003年7月〜9月 - SMILE 〜笑顔の君へ〜／松田悟志
- 2003年10月〜12月 - 真実の泉（Al「TEAR DROPS」より）／岡村孝子
- 2004年1月〜3月 - 宵待ち（Al「Odyssey」より）／浅田信一
- 2004年4月〜6月 - 虹をわたる風のように／SORA
- 2004年7月〜10月 - brand-new days／Ruppina
- 2004年10月〜11月 - 君に逢いたくて／Gackt
- 2004年12月 - 12月のLove song／Gackt
- 2005年1月〜4月 - ふたりの街で／YuU
- 2005年4月〜7月 - ベストパートナー／ダ・カーポ
- 2005年7月〜9月 - ひとつぶの雨／サーカス
- 2005年10月〜12月 - ひとつひとつ／aki
- 2006年1月〜3月 - Smile／諫山実生
- 2006年4月〜6月 - 泣かないで／kaede
- 2006年7月〜9月 - コトノハ／kaede
- 2006年10月〜12月 - Crazy'bout you／森大輔
- 2007年1月〜3月 - platinum／RSP
- 2007年4月〜6月 - 種／竹仲絵里
- 2007年7月 - 誰より好きなのに／sowelu
- 2007年8月 - Lifetime Respect -女編-／RSP
- 2007年9月 - Love Songは今も／加山雄三

## ネット局
| 放送対象地域  | 放送局                    | 系列           | 備考                                                        |
| ------------- | ------------------------- | -------------- | ----------------------------------------------------------- |
| 関東広域圏    | 日本テレビ（NTV）         | 日本テレビ系列 | 『ザ・ワイド』制作局・キー局                                |
| 近畿広域圏    | 読売テレビ（YTV）         | 日本テレビ系列 | 『ザ・ワイド』制作局                                        |
| 北海道        | 札幌テレビ（STV）         | 日本テレビ系列 | 1993年9月27日からネット開始                                 |
| 青森県        | 青森放送（RAB）           | 日本テレビ系列 | 1993年9月30日まで14:00飛び乗り                              |
| 岩手県        | テレビ岩手（TVI）         | 日本テレビ系列 | [ 注 10 ]                                                   |
| 宮城県        | ミヤギテレビ（MMT）       | 日本テレビ系列 |                                                             |
| 秋田県        | 秋田放送（ABS）           | 日本テレビ系列 | 1994年4月1日まで14:00飛び乗り                               |
| 山形県        | 山形放送（YBC）           | 日本テレビ系列 | 1993年10月1日まで14:00飛び乗り                              |
| 福島県        | 福島中央テレビ（FCT）     | 日本テレビ系列 | 1993年10月1日まで14:00飛び乗り                              |
| 山梨県        | 山梨放送（YBS）           | 日本テレビ系列 | 1993年10月1日からネット開始 、1994年4月1日まで14:00飛び乗り |
| 新潟県        | テレビ新潟（TNN→TeNY）    | 日本テレビ系列 | 1993年10月1日まで14:00飛び乗り                              |
| 長野県        | テレビ信州（TSB）         | 日本テレビ系列 | 1993年10月1日まで14:00飛び乗り                              |
| 静岡県        | 静岡第一テレビ（SDT）     | 日本テレビ系列 | 1993年10月1日まで14:00飛び乗り                              |
| 富山県        | 北日本放送（KNB）         | 日本テレビ系列 | 1994年4月4日からネット開始                                  |
| 石川県        | テレビ金沢（KTK）         | 日本テレビ系列 | 1994年3月30日まで14:00飛び乗り                              |
| 福井県        | 福井放送（FBC）           | 日本テレビ系列 | 1994年4月1日まで14:00飛び乗り                               |
| 中京広域圏    | 中京テレビ（CTV）         | 日本テレビ系列 | 1994年3月30日まで14:00飛び乗り                              |
| 島根県 鳥取県 | 日本海テレビ（NKT）       | 日本テレビ系列 | 1993年10月1日まで14:00飛び乗り                              |
| 広島県        | 広島テレビ（HTV）         | 日本テレビ系列 |                                                             |
| 山口県        | 山口放送（KRY）           | 日本テレビ系列 | 1993年9月30日まで14:00飛び乗り                              |
| 徳島県        | 四国放送（JRT）           | 日本テレビ系列 | 2000年4月3日からネット開始                                  |
| 香川県 岡山県 | 西日本放送                | 日本テレビ系列 | 1993年10月1日まで14:00飛び乗り                              |
| 愛媛県        | 南海放送（RNB）           | 日本テレビ系列 |                                                             |
| 高知県        | 高知放送（RKC）           | 日本テレビ系列 | 1999年4月5日からネット開始                                  |
| 福岡県        | 福岡放送（FBS）           | 日本テレビ系列 | 1993年10月1日まで14:00飛び乗り                              |
| 長崎県        | 長崎国際テレビ（NIB）     | 日本テレビ系列 |                                                             |
| 熊本県        | くまもと県民テレビ（KKT） | 日本テレビ系列 | 1993年10月1日まで14:00飛び乗り                              |
| 鹿児島県      | 鹿児島読売テレビ（KYT）   | 日本テレビ系列 | 1994年3月25日（サービス放送期間中）から                     |

### ネット局に関する備考
- 1993年4月5日の番組開始当初は22局ネットだったが、2000年4月3日からは2024年9月現在の『情報ライブ ミヤネ屋』（読売テレビ制作）と同じ最大28局ネットとなった。クロスネット局のテレビ大分・テレビ宮崎では一度も放送されなかったが、事件などが発生した場合は映像協力を行っていた。
- 番組開始当初は、ミニ番組、TBS『花王 愛の劇場』（秋田放送・福井放送で13：30 - 14:00に放送）、フジテレビ『ライオンのごきげんよう』（山梨放送・山口放送（1993年9月まで）で13:30 - 14:00に放送）などを放送していた関係で14:00開始のネット局も存在したが（上表参照）、1994年4月4日の放送からは全てのネット局で13:55開始となった。 これに伴い、秋田放送・福井放送で放送されていた『花王 愛の劇場』→『愛の劇場』、山梨放送で放送されていた『ライオンのごきげんよう』は5分繰り上げられ、13:25 - 13:55の放送となった。
- 秋田放送・山形放送・福井放送・山口放送・南海放送では本番組から14・15時台をともに放送することになった。このうち、山形放送・福井放送・山口放送・南海放送は時差ネットが廃止されたテレビ朝日制作平日正午枠からの移行だった。
- 14時台の全国枠スポンサーセールスは『2時のワイドショー』→『Beアップル2時!』の名残で読売テレビが主に行っていた。そのため、この両番組をネットしていなかった北日本放送・四国放送・高知放送などはネット開始当初、全編ローカルセールス扱いに差し替えられていた。

## スタッフ

### 終了時点
- 構成：大久保政男、夏目宗弘、石田章洋、小林のぞみ、猪鼻浩行、内田裕士、倉野満、志村和哉、中条原始、城田光男、相川真紀、近藤博幸、後藤直、島良輔（夏目・近藤→以前はもぎデリ構成）
- TM：古井戸博
- SW：岩本茂、村上新郷、宮崎和久（宮崎→以前はカメラ）
- カメラ：田代義昭、泉博司、落合弘祐
- 音声：鈴木詳司、勝又理行
- 照明：渡辺一成、小川勉、蜂谷道雄、関仁
- 調整：斎藤孝行、沼田広美、小澤郁彌
- 美術・照明協力：日本テレビアート
- 美術：小林俊輔
- 音効：橋本いづみ、片岡幸司、見浪史郎
- FM：小松龍二、野島穣治
- TK：塚越倫子、西岡八生子
- 編集：中田状助、村山和久、星野紳哉、諏訪誠
- タイトルグラフィックス：ケネックジャパン
- 取材D：名田雄司、服部完英、藤永英次、寺山順二、高英起、山本大輔、棚橋元信、松浦巧晃、三井利行、的場義一、岩井俊幸、神谷忠市郎、鈴木雅貴、瀬野尾光則、永松雄輔、大川貴臣、柳登志和、小林浩司、大内達夫、平田好治、隂山昇生、箙英明、藤原ともい、渡辺直也、時田和典、深井紀行、田中真二、本橋和彦、横山長生、大久保健、川上渡、平野祥央、星芳宏、青木知広（服部→以前は特ダネD、柳・小林→以前は取材→ディレクター、平田・星→以前はもぎデリD、的場→以前は取材、名田・三井→ニューストクソウ部D兼務、横山→以前は取材→ニュース特捜部D）
- 芸能デスク：高梨安弘、小川和宏
- 運行デスク：大村康（以前は芸能デスク）
- デスク：赤津郷子
- スタジオD：三角園文明
- ニュースD：藤田日登美、藤永京子
- ニューストクソウ部D：相崎忠昭、竹綱裕博、岡田樹也、平澤伸也、菊地茂広、名田雄司、尾上貴洋、小磯雅樹、三井利行、近藤健児、米倉功人（竹綱・平澤・菊地→以前は取材、菊地→以前はディレクター）
- ディレクター：藤井純、鈴木利夫、小林英丘、沼田賢治（鈴木→以前は取材、沼田→以前はニュース特捜部D）
- 制作協力：AX-ON 仲田恵一（旧：日本テレビエンタープライズ）
- PD：武澤忠、森浩一（いずれも日本テレビ、森→以前は取材→スタジオD・特ダネD兼務）
- プロデューサー：千葉知紀・伊藤彰（いずれも日本テレビ、千葉→以前はディレクター）、山本一宗・野尻仁（いずれも読売テレビ、野尻→以前はAP）、松橋裕・小山人志（いずれもNTVE、小山→以前はディレクター）
- チーフプロデューサー：高橋正弘（日本テレビ、以前はプロデューサー→一時離脱→復帰）／山西敏之（読売テレビ）
- 制作：小石川伸哉（読売テレビ）
- 製作著作：読売テレビ・日本テレビ

### 歴代のスタッフ
- 構成：長須良一、寺崎要、杉本恵美子、高橋まさひで、大内道代、空閑香織、高梨武志、松崎まこと、中丸智司、久利一、森正行
- 技術：大熊昇
- TM：坂本親保→吾妻光良
- SW：滝沢壮治、小宮佑一、坂東秀明、笹山久男、江村多加司、遠藤裕二、加賀屋博史、武藤慶一
- カメラ：田口勝夫、安藤康一、遠藤文章、茅野竜徳
- 音声：松本晃、川合亮、小川洋文、加賀金重郎、柳沢政夫、木田哲治、掛川陽三郎、笹川秀男、辻直哉、村上正、高木哲郎、杉浦賢俊
- 照明：斎藤明夫、寺西祥次、内藤晋、佐野利喜男、中瀬有紀、小林靖直、安井雅子、村山真美、山本智浩、小笠原雅登、細川登喜二、小寺勝馬
- 調整：栗田文恵、斎藤智徳、熨斗賢司、神田洋介、新名大作、杉本裕治、竹本司、青木健二、斎藤順二郎、柴田康弘、佐治佳一、吉田亘、落合俊輔、山本英雄、小熊透、江頭恭二、島村隆宏、各務裕之、矢田部昭、山口考志、高橋一徳、八木一夫、三崎美貴、飯島章夫
- 美術：久保玲子、羽谷重信、中原晃一、石川啓一郎
- 音効：高田暢也、鈴木勉、岡崎宏、中山和人、飯谷晴重、石橋裕司、伊藤博、門司正一
- 編集：北野修央、平林茂雄、髙梨健一郎、三浦正太郎、北浦賢治、髙橋直、仲川浩司、長谷村崇
- 取材：井上竜太、戸田勝己、新宅淳、藤本俊之、松原秀也、辻川直人、黒川博之、黒木俊明、今井武、金窓荘二郎、佛田珠美、萩原友秀、杉浦良夫、堀越詔彦、長谷川将、西川義嗣、桜井晴彦、宮田美雪、三島快之、渡辺正仲、麻原篤、根津信哉、渡部康之、青山広志、堀田善之、黒田隆宏、大貫英俊、棚井忠夫、阿部訓之、橋本浩光、菱田雄介、斉藤克央、佐々木宏帆、田村義明、小金澤ゆき、青木利幸、紙谷常二、大田貴史、三浦季、満友研、青木良英、長谷部奈美、清水大輔、西牟田知夫、中島聡子、水谷仁彦、中城定雄、森田弘貴、井上公志、大喜多高志、中村貴之、片山亮、中西英行、森大祐、松田つばさ、山見穣太郎、佐藤裕之、吉田幸平
- 特ダネD：田村徹、水内謙一、前田規子、伴在正行、荒井裕晶、相馬康二、小野元、桑原慶介、和田茂久、宇治田貴也、渡辺政次、清水大輔、佛田珠美、山崎千絵、田辺純平、岩澤康行、遠藤秀一郎、中島聡子、澤田祥江（宇治田・山崎→以前は取材）
- 特ダネ構成：本橋幸玄、下河内一雄
- もぎデリD：林祐輔、野瀬慎一、福井宏、土屋純
- もぎデリ構成：空閑香織（以前は特ダネ構成）
- ニュース特捜部→トクソウ部D：柳登志和
- ニュース特捜部→トクソウ部構成：会沢展年
- ニュース→ニュースD：蒔田隆史
- 企画デスク：面高昌義
- 芸能デスク：宮澤(沢)清夫（以前はデスク）、河村圭司
- 運行デスク：相馬利光（以前は特ダネD）
- デスク：橋本洋子、柏木隆、桐山剛
- ニュースD：坂田亨
- ディレクター：鈴江秀樹、脇山浩一、関健一、才野雅彦、大井啓之、宮本誠臣、白鶯裕彦、林祐輔、坂巻航、小川和芳（脇山〜坂巻→以前は取材、関→以前は特ダネD）
- スタジオD：松瀬光博、林祐輔、伴在正行（松瀬→以前はディレクター、伴在→以前は取材→スタジオD・特ダネD兼務）、高安彰（以前はディレクター→芸能デスク）、福井宏（以前は取材）
- 制作協力：東通企画、エックスワン
- AP：横山裕康（以前は特ダネD）
- プロデューサー：尼崎昇・政橋雅人・田中裕樹・染井将吾（いずれも日本テレビ、田中→以前はディレクター→スタジオD）、中村泰規・鍛治國義・松下泰紀（いずれも読売テレビ）、平島泰憲・山田哲也（NTVE、平島→以前はデスク）、三波慎一（東通企画）、長谷川豊（エックスワン）（染井→日本テレビ報道局→2007年情報番組CP）
- チーフプロデューサー：萩原雪彦→斎藤三朗→森岡正彦→林隆一郎→後藤東（いずれも日本テレビ）、小川俊明・松井守・菱田義和・結城豊弘（いずれも読売テレビ）（森岡・後藤・松井・菱田・結城→以前はプロデューサー、結城→以前は取材）